# بیابان پست‌بوم کاسپین
بیابان پست‌بوم کاسپین یا بیابان پست‌بوم خزر (انگلیسی: Caspian lowland desert) بوم‌ناحیه‌ای (شناسه WWF: PA1308) است که سواحل شمال و جنوب شرقی دریای خزر را پوشانده و در بخش شمالی خود، دلتای رودهای ولگا و اورال را در بر می‌گیرد. از آنجا که این منطقه دارای مقادیر نسبتاً کمی بارندگی است (کمتر از ۲۰۰ میلی‌متر در سال)، حیات وحش توسط مصب رودخانه و خود دریا پشتیبانی می‌شود. تالاب‌ها ای بوم‌ناحیه، منطقه ای مهم و بین‌المللی برای لانه‌سازی پرندگان و استراحت پرندگان مهاجران هستند.
بیابان پست‌بوم کاسپین در زیست‌بوم دیرین‌شمالگانی و خشک بیابانی قرار گرفته و مساحت آن ۲۶۷۳۰۰ کیلومتر مربع (۱۰۳۲۰۰ مایل مربع) است.

## موقعیت و ویژگی‌ها
بوم‌ناحیه بیابان پست‌بوم کاسپین تقریباً در محدوده پست‌بوم کاسپین قرار گرفته‌است. پست‌بوم کاسپین از نظر زمین‌شناسی، یک منطقه غرق‌شده‌است که از خزر تغذیه می‌کند و سطح آن ۲۸ متر (۹۲ فوت) پایین‌تر از سطح آب‌های آزاد قرار دارد. بخش شمالی تقریباً ۹۰۰ کیلومتر عرض دارد و تا ۳۰۰ کیلومتر در داخل روسیه و قزاقستان امتداد دارد. بخش واقع در امتداد سواحل جنوب شرقی خزر بیشتر در کشور ترکمنستان است. میزان ارتفاع در سراسر این بوم‌ناحیه بین ۲۸- تا ۱۰۰+ متر است. مناطق خشک این بوم‌ناحیه زمانی زیر آب بودند، اما با پسروی آرام دریا، در مناطق خشک منظره‌های از تپه‌های ماسه‌ای، پشته‌ها نمکی، گنبدهای نمکی، کفه‌های نمکی و بیابان‌های رسی (تکیر) نمایان شده‌است.

## اقلیم
اقلیم این بوم‌ناحیه با آب و هوای دلتای ولگا در منطقه حفاظت‌شده آستراخان نشان داده شده‌است، جایی که اقلیم آن بر پایه سامانه طبقه‌بندی اقلیمی کوپن از نوع اقلیم نیمه‌خشک (BSk) است. این اقلیم با تغییرات زیاد دما، هم در روز و هم در فصل و با بارندگی کم شناخته می‌شود. میانگین بارندگی سالانه در بیابان پست‌بوم کاسپین ۱۹۸ میلی‌متر است. میانگین دما در ژانویه ۴٫۵- درجه سانتیگراد (۲۳٫۹ درجه فارنهایت) و در ژوئیه ۲۵٫۷ درجه سانتیگراد (۷۸٫۳ درجه فارنهایت) است.